# Saut de la Saisse
Le saut de la Saisse est une chute d'eau de France située dans le massif du Jura, à l'endroit où l'Ain se jette dans le lac de retenue de Vouglans à Pont-de-Poitte et Patornay, entre Lons-le-Saunier et Clairvaux-les-Lacs. 
Avant la construction du barrage qui a donné naissance au lac de retenue, des gorges existaient à cet endroit ; la cascade avait une hauteur plus importante mais les eaux étaient déviées juste en amont pour alimenter une centrale hydroélectrique désormais désaffectée.

## Les marmites de géants

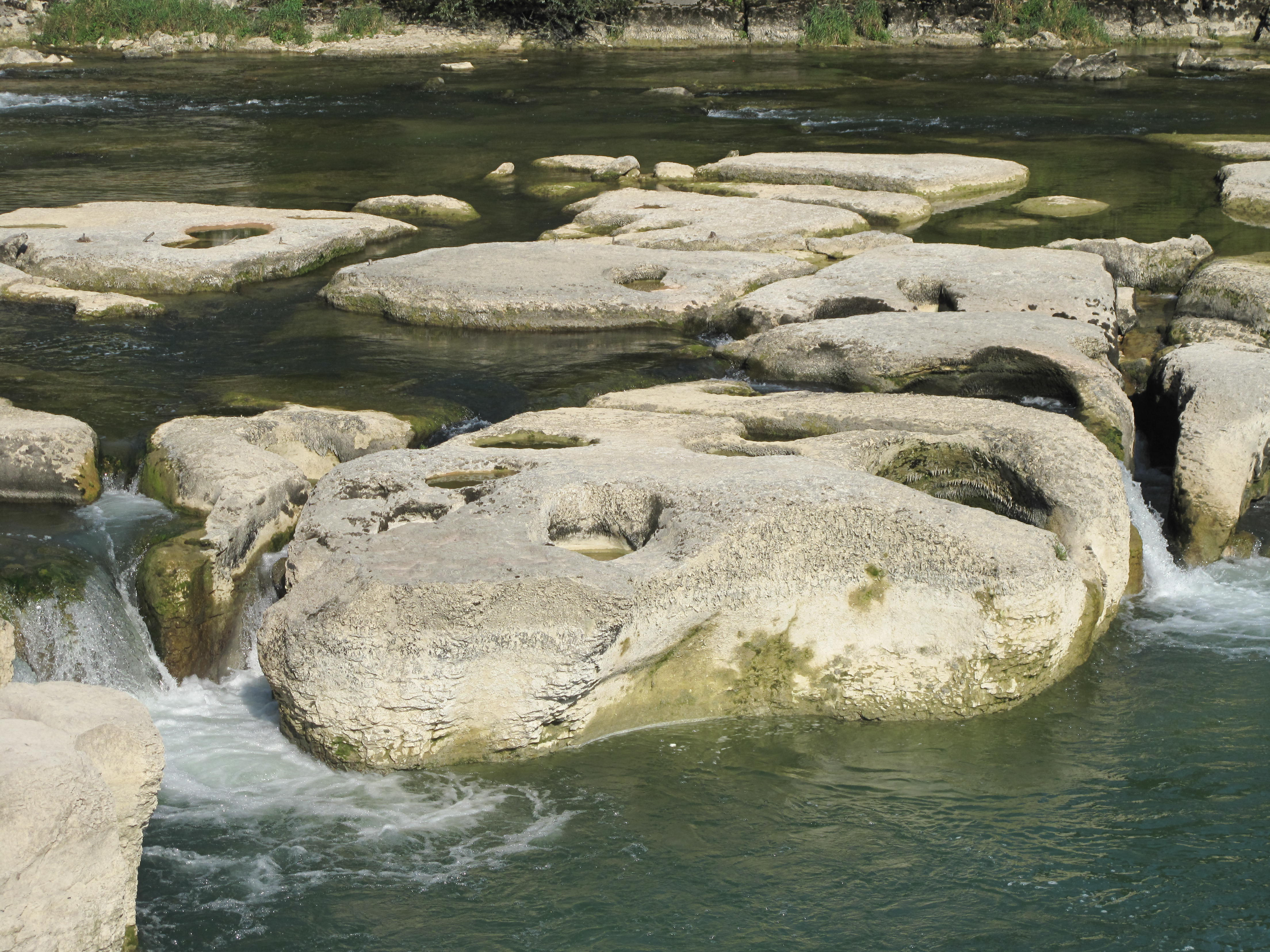
Marmites.

Aujourd'hui, l'Ain chute d'une quinzaine de mètres par une série de cascades, en traversant un site rocheux nommé les marmites de géants. Le calcaire a été creusé au fil du temps, par les forces combinées de l'eau et des galets transportés. Les marmites sont surtout visibles en périodes de basses eaux.